# فوجیوارا نو کوشی
فوجیوارا نو کوشی (به ژاپنی: 藤原媓子 Fujiwara no Koshi)؛ ۹۴۷ – ۲۹ ژوئن ۹۷۹) دختر فوجیوارا نو کانه‌میچی، همسر امپراتور انیو (ژاپن) کوگو اهل ژاپن بود. او در حرمسرای امپراتوری قرار گرفت تا پدرش در رقابت با برادرش فوجیوارا نو کانه‌ایه با به دنیا آوردن یک وارث از او سود ببرد.  او ولیعهدی به دنیا نیاورد.
فوجیوارا نو جونشی دختر پسر عموی پدرش و جانشین او به عنوان نایب‌السلطنه، فوجیوارا نو یوریتادا جایگزین او شد.